# Golf Wang
Golf Wang er et amerikansk streetwear-brand etableret i 2011 af den amerikanske musiker Tyler, Creator .  Navnet Golf Wang stammer fra hans Los Angeles-baserede musikalske kollektiv, Odd Future Wolf Gang Kill Them All (OFWGKTA) eller Odd Future for kort, hvoraf han var medstifter .  Golf Wang er kendt for sin farverige visuelle æstetik.  Mærket har siden udvidet sig ud over dets Odd Future- tilknytning og har etableret sig i modebranchen.  Det er co-designet af Tyler, Skaberen og Phil Toselli. Mærket tilbyder tøj, fodtøj gennem Golf le Fleur , smykker og andre produkter. "Holiday 1991", brandets første lookbook, blev udgivet den 11. december 2011.